# زرشک‌پلو
زرشک‌پلو یکی از انواع پلوها در آشپزی ایرانی است که به عنوان یک غذای مجلسی در بسیاری از مراسم‌ها مورد استفاده قرار می‌گیرد. این خوراک را معمولاً با مرغ، گوشت بره یا سردست و قلوه‌گاهِ گوسفند درست می‌کنند.

## تاریخچه
زرشک پلو با مرغ یکی از غذاهای سنتی و محلی ایرانی است که به ویژه در مناطق شمالی ایران محبوبیت زیادی دارد، ترکیب زرشک با برنج به صورت پلو در دوره‌ی صفویه رواج پیدا کرده‌است، امروزه زرشک پلو با مرغ به ویژه در استان‌های شمالی مانند گیلان و مازندران از محبوبیت بسیار بالایی برخوردار است و در مناسبت‌ها و ضیافت‌های خانوادگی تهیه می‌شود.
زرشک از زمان‌های بسیار قدیم و در دوران باستان مورد استفاده ایرانیان بوده است، در نوشته‌ها و اشعار قدیمی فارسی همچون شاهنامه فردوسی به کارگیری زرشک در آشپزی اشاره شده است.اما ترکیب زرشک با برنج و مرغ به عنوان یک غذای مجزا به قرن‌های نخستین اسلامی برمی‌گردد. در کتاب‌های آشپزی متعلق به دوره‌های صفویه و قاجاریه نیز طرز تهیه زرشک پلو با مرغ شرح داده شده است. در آن زمان این غذا بیشتر در مهمانی‌ها و ضیافت‌ها توسط آشپزهای حرفه‌ای تهیه می‌شده است.
در دوران معاصر با رواج استفاده از برنج و مرغ در رژیم غذایی مردم، زرشک پلو با مرغ به یک غذای محبوب و رایج در سراسر کشور تبدیل شده است، در مجموع می‌توان گفت زرشک پلو با مرغ یک غذای سنتی با قدمت چند هزار ساله در ایران است.

## مواد لازم برای تهیه زرشک‌پلو
- برنج خیسانده
- زرشک پلویی
- سینه و ران مرغ، تکه شده
- شکر
- زیره
- زعفران
- نمک و روغن

## طرز پخت زرشک‌پلو
برای تهیهٔ زرشک‌پلو، مرغ را نمک می‌زنند و در روغن تفت می‌دهند تا طلایی شود. زرشک و زیره و شکر را اضافه می‌کنند و روی مرغ محلول زعفران می‌ریزند. برنج را مانند چلو ساده آب‌کش می‌کنند. نیم پیمانه آب روغن در دیگ داغ می‌کنند و ته‌دیگِ نان لواش یا سیب‌زمینی می‌چینند. نیمی از برنج را ریخته و مرغ یا گوشت آماده را روی برنج می‌گذارند و باقی برنج را روی آن می‌ریزند. دیگ را روی شعله می‌گذارند تا دَم بدهد بعد نیم پیمانه آب روغن روی برنج می‌دهند. دم‌کنی می‌گذارند و شعله را ملایم می‌کنند. بعد از یک ساعت زرشک‌پلو دم کشیده‌است. هنگام کشیدن زعفران را در آب داغ حل می‌کنند و زرشک و یک کفگیر برنج را با آن مخلوط کرده و روی پلو می‌ریزند.
مرغ یا گوشت را می‌توان زیر لایه‌ای از پلو در دیس گذاشت یا در ظرف جداگانه‌ای کشید.